# B'z
B'z（ビーズ）は、ギタリストの松本孝弘とボーカリストの稲葉浩志からなる日本のロックユニット。所属事務所はVERMILLION。所属レーベルはVERMILLION RECORDS。公式ファンクラブは「B'z Party」。

## 概要
1988年にシングル『だからその手を離して』とアルバム『B'z』の同時発売でデビュー。1990年発売の5thシングル『太陽のKomachi Angel』で初のオリコンチャート1位を獲得し、同年発売の4thアルバム『RISKY』、1991年発売の8thシングル『LADY NAVIGATION』が初のミリオンセラーになるなど作品が次々とヒットしており、これまでにシングル15作品、アルバム19作品がミリオンセラーとなっている。中でも、1998年発売のベスト・アルバム『B'z The Best "Pleasure"』は日本国内の音楽史上で初めて売上枚数が500万枚を突破したほか、同年発売の『B'z The Best "Treasure"』との2作品合計で約1000万枚の売上枚数を記録している。2007年には米国300以上の店舗を持つ楽器チェーン「ギター・センター」がハリウッドに建設した「ロック・ウォーク」に手形と名前を刻み殿堂入りした。2008年にはギネス世界記録から「日本でもっともアルバムを売り上げたアーティスト」の認定を受けている。
1989年から「LIVE-GYM」と冠するライブは、これまでに日本国内のライブハウスからスタジアム、日本国外までの様々な会場で開催しているほか、各種音楽イベントにも出演している。

## ユニット名

### 由来
「B'z」の名称についてメンバーはインタビューなどで「深い意味はない」としているが、「現代的な記号のようなものがいい」というものがあり、企業ロゴのように意匠化しやすいものを求めていた。
これまでにB'zの2人が説明している名前の由来は一貫しておらず曖昧なものが多く、2012年のインタビューで松本は「昔は適当に答えていた」と述べている。これまでの説明としては、下記が挙げられる。
- 「終わりにZをつけるのが最初に決まって、スタッフと考えた結果『B'z』になった[16][より良い情報源が必要]」
- 「『Z』を使用したいことに男性的なニュアンスのある『B』を合わせた結果が『B'z』[15]」
- 1995年に使用していたB'zのロゴに因んで「蜂の群れ（Beeの複数形）で『B'z』」
- 「英語のアルファベット最初の文字と最後の文字『A to Z』を用いて『AからZのすべてをカバーする』という意味を込めた『A'z』（アズ）を候補に挙げたが[17][より良い情報源が必要]、『A'z≒エイズ（AIDS）』と読まれる可能性があり、別の案を検討した結果『Aの次はBだろう』という理由で『B'z』となった」。
- 「『B』から始まる名前は力強いバンドが多く、『B'zだと憶えやすそう』という意見もあり決まった[17][より良い情報源が必要]」
- 「『A'z』の案『ギターのエース』と『ボーカルのエース』のジョイントに由来しているが、発音しにくかったため、『B'z』とした[15]」
- 「昔は『ビートルズ（The Beatles）の"B"と、レッド・ツェッペリン（Led Zeppelin）の"Z"』って答えたこともある」[18]

ビーイング創業者である長戸大幸によると、バンドを作る度に商標を取らなくてはならないことが大変であり、当時は「JT」（日本たばこ産業）や「JR」（旧日本国有鉄道の民営化に伴うグループの総称・略称）などのネーミングが世の中に出てきた頃であったため、当初はユニット名を「A'z」（アズ）にしようとした。ところが、同時期にロート製薬の「AtoZ」がテレビCMで頻繁に流れていたので、周囲から「ロート製薬からとったでしょ」と言われるようになったので、「A'z」でのテスト盤をすべて止めて「B'z」にしたと述べている。

### 読み方
「B'z」の発音については、世間的に抑揚をつけない平板な読み方の「ビーズ」（例えば「リール」「レール」に近いもの）が一般的になっているが、本人たちや関係者は「ビィズ」と「ビ」にアクセントを置いて読んでいる（例えば「プール」「シール」に近いアクセント）。
平板な発音の方が一般に定着した理由について、NHK放送文化研究所は「（NHKの）番組内での発音については、責任者が決めている」と前置きした上で、「ギター、ドラマ、映画、ディレクター。こういった言葉は、かつては頭を高くした発音がされていたと思うのですが、今は平たく言うほうが主流ですね。日本語の習性として、言葉が出来て、馴染みが薄いときには頭にアクセントを置く、そしてその言葉が口をついて出る回数が増えるにつれ、どんどん後ろに移動して、落ち着いていくというものがあります。「ビーズ」と平べったい発音になるのは、自然の流れなのではないか」との見解を述べている。

## メンバー
オフィシャルウェブサイト「BIOGRAPHY」を参照。
| 名前                   | パート                     | 誕生日  | 出身地 |
| ---------------------- | -------------------------- | ------- | ------ |
| 松本孝弘 TAK MATSUMOTO | ギター、作曲、プロデュース | 3月27日 | 大阪府 |
| 稲葉浩志 KOSHI INABA   | ボーカル、作詞             | 9月23日 | 岡山県 |

### 2人組になった経緯
当初、松本は少人数のバンドを結成する計画でメンバーを探していたが、納得できるメンバーに巡り会えない状況が続いていた。そのような中で稲葉と出会って2人組の音楽ユニット「B'z」を結成したが、松本は「ボーカルとギターという極めてアナログ的な楽器の可能性を広げていくため、コンピューターや色々な新しい機材と対比しながら共存していけたら」と述べており、「僕が曲を書いて彼（稲葉）が詞を書いて、歌ってギター弾いて、それで十分音楽は創ることが出来るので、敢えて他のメンバーは入れなかった」としている。
当時の日本国内の音楽シーンはいわゆる「バンドブーム」の真っ只中であり、B'zのデビューは異色でもあった。このことについて、松本は「セッションミュージシャンとして限界に来てて、グループをやるタイミングだと思って動き出しただけで、バンドブームとは関係のないところにいたから」と述べている。一方、ライブについて松本は「コンピューターだけではライブの良さを出せるとは思ってないから、良いサポートミュージシャンを選びたい」と語っている。

## 音楽性

### 音楽ジャンル
活動初期は打ち込みにハードなギターを合わせた音楽スタイルであり、TM NETWORKに近いサウンドであった。当時について松本は「B'zの初期は、確かに（自分がサポートメンバーとして参加していた）TMの流れを汲んでいた」、「TMから始まったものが当時の僕のスタイルの一部にはなっていると思う」、「B'zの初期はテッちゃん（小室哲哉）の影響が大きかった」と述べ、プロデューサーの長戸大幸からして、当初は「TMのメンバーに似た容姿のバンドマン同士を組ませて、新しいグループを作る」というコンセプトありきの企画ユニットだった。
しかし、松本と稲葉は好きなギタリストやシンガー、これからやりたいことが似ていたこともあり、ノリのある8ビートにロックな部分を残し、打ち込みで人間的なノリを出すことにこだわり始めたことで音楽性がガラッと変わっていくことになる。活動初期とは打って変わり、レコーディングやツアーを重ねるごとにロック色が強い作品を発表するようになり、サポートメンバーを含めたバンド感を出すようになっていく。
そして、ハードロックをベースとしながらもアコースティック、ブルース、ジャズ、ソウル、サイケデリック、ファンク、ヘヴィメタル、レゲエ、ラテン、マーチ、歌謡曲など様々な音楽ジャンルを作品に取り入れている。
日本国内のいわゆる「J-POP」の中でハードロックをベースにチャート上位を狙いながら活動しているのはB'zくらいしかいないと言われている。

### 楽曲制作
B'zの曲は作詞を稲葉、作曲を松本が担当している。B'z結成当初から曲については「自分たちでなんとかしよう」ということがあり、自然な流れでギターの松本が作曲でボーカルの稲葉が作詞になった。ところが、2人ともB'zが始まってから本格的な作詞・作曲の創作活動を行ったため、1stアルバム『B'z』では「Nothing to Change」の作詞を亜蘭知子、「孤独にDance in vain」の作曲を大槻啓之が担当しており、松本は「当時はあれが限界だった」と述べている。また、稲葉は日本語で歌詞を書くことや日本語で歌うことに抵抗があったため、はじめは作詞に苦慮する日々が続いた。
基本的には松本が作るメロディやギターのリフなど断片的なものから始まり、後から歌詞を書くいわゆる「曲先」で制作しているが、すでにストックしてある詞やメロディを当てはめて制作していく場合もある。松本は浮かんだアイデアをボイスレコーダーや携帯電話に録音し、近くにギターがなければ歌だけで録音することがある。稲葉も思いついたものをメモに取ったり携帯電話に録音している。また、稲葉はB'zの曲の作詞に関して松本が奏でるメロディや音色から言葉を喚起することが多々あるとも述べている。編曲に関して当初は明石昌夫が単独で行い、1stミニ・アルバム『BAD COMMUNICATION』の頃から松本と明石でベーシックなものを制作してから稲葉が詞を書いていくという手法で行っていたが、6thアルバム『RUN』では制作途中までツアーメンバーでレコーディングしている。7thアルバム『The 7th Blues』レコーディングの頃から稲葉がスタジオ作業に具体的な興味が湧いてきたと述べており、8thアルバム『LOOSE』レコーディングからは稲葉が制作当初から参加するようになり、16thシングル『ねがい』で稲葉が初めて編曲にクレジットされた。また、B'zの2人をはじめサポートメンバー、ディレクターなどがアレンジに意見し、出たアイデアを音にして具現化するようにしているほか、デモテープを複数のアレンジャーに渡して良いアレンジを採用するような場合もある。
レコーディングは松本のギター・ソロや稲葉のボーカル録りを個別に行っており、松本は歌詞に関しても稲葉の歌入れ後に初めて聞くことが多い。松本のギター・ソロのレコーディングは、何通りか弾いた中からフレーズが決まってくると、いくつかのフレーズをミックスして弾く場合が多いと述べている。レコーディング場所はロサンゼルスと東京で行うことが多く、制作などのスタジオ作業はロサンゼルスや東京のほかにニューヨーク、ハワイ、沖縄、福岡、大阪などで行ったことがある。また、かつてはアメリカの制作過程や作業を学ぶためロサンゼルスに渡り、アンディ・ジョーンズをプロデューサーに迎えてレコーディングを行ったことがあり、20thシングル『Real Thing Shakes』として発売するなど、外部のプロデューサーを起用して曲づくりをする場合もある。

### B+U+M
「B+U+M」はかつてのB'zの音楽制作集団であり、名称は「B'z Unreal Music」のイニシャルに由来している。ギターの松本孝弘とボーカルの稲葉浩志で構成しているB'zであるが、「自分たちだけでは実現できない音楽を実現する」という目的で「B+U+M」を結成しており、B'zの曲の制作やライブサポートなどの活動を行っていた。1990年発売の3rdアルバム『BREAK THROUGH』収録の「B･U･M」には「Here we are B'z & the Funky Crew」という「B+U+M」を示唆する歌詞があり、同年発売の4thシングル『BE THERE』で初めてクレジットしている。なお、1990年11月16日にはB'zのマネジメントオフィスとして「B.U.M」を設立しており、2001年には「B.U.M」を継承した「VERMILLION」を設立している。その後、「B'zは2人である」というメリットを有効に活用するため、1994年発売の15thシングル『MOTEL』制作を最後に「B+U+M」を解体した。
「B+U+M」の解体については1994年開催の『B'z LIVE-GYM '94 "The 9th Blues"』ツアー中に松本が稲葉に話をするなどし考えていたという。当初はスタッフを含めB'zを取り巻く環境をずっと変えないで行こうと思っていたが、それが良くない方向に現れ一度解体してバラすことが必要であったと1995年のインタビューで松本が述べている。
| 名前     | パート                     | 備考 |
| -------- | -------------------------- | --- |
| 松本孝弘 | ギター                     | |
| 稲葉浩志 | ボーカル                   | |
| 明石昌夫 | マニピュレート ベース      | ベース演奏は1992年発売の11thシングル『ZERO』から                                                                |
| 野村昌之 | レコーディング・エンジニア | |
| 寺島良一 | ボイスディレクション       | |
| 田中一光 | ドラムス                   | 1992年発売の11thシングル『ZERO』から1993年発売の12thシングル『愛のままにわがままに 僕は君だけを傷つけない』まで |
| 畠山勝紀 | ギターテクニシャン         | 1992年発売の11thシングル『ZERO』から                                                                            |

## 経歴

### 1988年（出会いからデビューまで）
音楽制作会社のビーイングに所属して浜田麻里やTM NETWORKなどのバックバンドやスタジオ・ミュージシャンなどとして活動していたギタリストの松本孝弘は、「自分自身の音楽を表現できるバンドをつくる」という構想を実現するため、バンド結成に向けた活動を開始していた。音楽雑誌においてあるボーカリストとバンドを組むことを公表した時もあったが、結局デビューには至らなかった。
1988年5月、松本はビーイング社長であり音楽プロデューサーでもあった長戸大幸から1本のデモテープを渡された。そのデモテープには「Being音楽振興会」（後のBeing Music School）に所属していた稲葉浩志が、T-ボーン・ウォーカーの「T-BONE SHUFFLE」、レッド・ツェッペリン (マディ・ウォーターズ)の「YOU SHOOK ME」、ビリー・ジョエルの「Honesty」を歌ったものが録音されていた。この頃の長戸は、「稲葉を何とかしたい、早くデビューさせたい。」との思いを抱いていた。歌声を聞いた松本は稲葉をボーカルに採用することを決め、長戸を介して2人は初めて会うことになった。松本は当時について、「デモも聞いたし、写真も見たし、（稲葉と会う前から）自分は心が決まっていた」、「後は『いい人』であってくれと願っていた」と振り返っている。
翌々日に当時六本木にあった録音スタジオ「SOUND JOKER」にてビートルズの「Let It Be」、「Oh! Darling」をセッションした。ところがアンプの故障によりセッションは2曲で終了したため、松本曰く「ものの10分くらいですぐ決まった」と述べている。そして、ユニット名を「B'z」として1988年9月21日にシングル『だからその手を離して』とアルバム『B'z』の同時発売でデビューした。アルバムのキャッチコピーは「最先端から加速する」。初めての出会いからデビューに至るまでが約4か月と短期間であり、信頼関係や友情がないままデビューに向けての活動が始まっていたため、稲葉によると「これまで松本さんから『一緒にバンドやろう』と言われたことはない」と述べている。
松本によると、当時のレコード会社は「アルバム発売3枚までにブレイクさせよう」という方針であり、B'zを始めた時から「売れなければ意味がない」という意識が高く、「どうしたら売れるか？」ということを考えていたという。稲葉には「（当時一番売れていた音楽雑誌）『ギターブック/GB』の表紙を目指す」、「（週刊ランキング誌）『オリコン』の（1位から50位までが掲載されている）左ページに載る」といったB'zの「3ヵ年計画」を語ったという。なお、初期のプロデューサーは中島正雄であり、松本のトータル・プロデュースとなった後は「スーパーバイザー」としてクレジットしていた。

### 1988年（デビュー後） - 1993年
デビュー1年目は音源を制作してリリースすることで話題を繋いでいこうという戦略であり、当時の松本には「アルバムを少なくとも2枚出すまで絶対ツアーをやらない」、「ライブハウスからではなく、はじめからホール展開でやっていく」というビジョンがあった。その代わりにヤマハのモニターを務めていた松本が「ギター・セミナー」を開催し、セミナー後には同行していた稲葉とともにB'zを披露するキャンペーンで全国各地を回った。この頃、松本はまだTM NETWORKのツアーに参加するスケジュールが残っており、コンサートの前後にセミナーを開催する時もあった。
B'zが初めて観客の前でライブを披露したのは、1989年にTM NETWORKやFENCE OF DEFENSEとの音楽イベントにオープニングアクトとして出演した時であり、松本は初めて稲葉がライブで歌っているのを横でギターを弾きながら見た時に、「『これは絶対にいけるな』と思った」と述べている。2ndアルバム『OFF THE LOCK』発売後、初の単独ライブ『B'z LIVE-GYM #00 "OFF THE LOCK"』を東名阪の3ヵ所で開催した。3rdアルバム発売前に実験的な試みで発表した1stミニ・アルバム『BAD COMMUNICATION』がロングセラーを続ける中、1990年発売の3rdアルバム『BREAK THROUGH』がオリコンチャート初登場3位となりトップ10入りを果たした。
これまではアルバムとシングルを同時発売していたが、4thシングル『BE THERE』を単独発売しシングルでもオリコンチャートトップ10入りを果たした。なお、このシングルから収録曲の表記を「1st beat」、「2nd beat」としているほか、音楽制作集団「B+U+M」をクレジットしている。続く5thシングル『太陽のKomachi Angel』で初のオリコンチャート1位を獲得すると、4thアルバム『RISKY』は初のアルバムチャート1位とミリオンセラーを達成した。この年はシングル5枚、オリジナル・アルバム2枚、ミニ・アルバム1枚、ビデオ1作品を発表しており、毎月のように各音楽雑誌が紙面に取り上げ、表紙を飾ることもできた。1991年発売の8thシングル『LADY NAVIGATION』ではシングル初のミリオンセラーを達成した（なお、「LADY NAVIGATION」から1996年発売の20thシングル『Real Thing Shakes』まで13作品連続ミリオンセラーになっている）。また、1991年はそれまでに発表した曲の中から人気曲などを演奏する『B'z LIVE-GYM "Pleasure '91"』を開催した年であり、以後シリーズ化していく。5thアルバム『IN THE LIFE』発売後、翌年にかけて『B'z LIVE-GYM '91-'92 "IN THE LIFE"』を開催した。
1992年の『B'z LIVE-GYM Pleasure '92 "TIME"』ではアリーナクラスの会場に「STAR FISH」と名づけられた可動式の照明トラスを持ち込み、360度全方向に客席を設けた。この年は10thシングル『BLOWIN'』と11thシングル『ZERO』、6thアルバム『RUN』と4thミニ・アルバム『FRIENDS』を発売している。1993年は『B'z LIVE-GYM '93 "RUN"』を開催し、ツアー中に12thシングル『愛のままにわがままに 僕は君だけを傷つけない』と13thシングル『裸足の女神』を発売した。夏にはB'z初の野外ライブ『B'z LIVE-GYM Pleasure '93 "JAP THE RIPPER"』を渚園（静岡県弁天島海浜公園）で2日間開催した。

### 1994年 - 1998年
1994年、14thシングル『Don't Leave Me』発売日から『B'z LIVE-GYM '94 "The 9th Blues"』を開催し、合計で1年を通して87本のライブを行った。また、初のCD2枚組になった7thアルバム『The 7th Blues』発売日には、全国31紙の新聞に音楽業界初となる全30段フルカラー2ページの広告展開を実施した。15thシングル『MOTEL』発売を最後に制作チーム「B+U+M」を解体した。
1995年、16thシングル『ねがい』を発売し、17thシングル『love me, I love you』発売日から『B'z LIVE-GYM Pleasure '95 "BUZZ!!"』がスタートし、スタジアムクラスの会場を中心に開催した。ツアーで未発表曲として披露した「LOVE PHANTOM」を18thシングルとして発売した。「B'zは2人である」という原点に立ち返って制作した8thアルバム『LOOSE』は売上枚数が300万枚に達した。1996年は19thシングル『ミエナイチカラ 〜INVISIBLE ONE〜/MOVE』発売後、『B'z LIVE-GYM '96 "Spirit LOOSE"』を開催。ツアーで披露していた全編英語詞の「Real Thing Shakes」を20thシングルとして発売した。
1997年、21stシングル『FIREBALL』発売後に『B'z LIVE-GYM Pleasure '97 "FIREBALL"』を開催し、ナゴヤドームのこけら落し公演を含むドームツアーとなった。日本のミュージシャンでは初となる東京・名古屋・大阪・福岡の4大ドーム公演の実施であった。ツアーで未発表曲として披露した「Calling」は大幅なアレンジを経て22ndシングルとして発売した。9thアルバム『SURVIVE』発売後、1998年から『B'z LIVE-GYM '98 "SURVIVE"』を開催した。デビュー10周年となったこの年に発売した初の公式ベスト・アルバム『B'z The Best "Pleasure"』は、当時の初週売上枚数を更新する270万枚を記録すると、さらに売上枚数を増やして日本国内の音楽史上初となる売上枚数500万枚を突破した。また、『Pleasure』に封入していたはがきによるリクエストで収録曲を決定したベスト・アルバム『B'z The Best "Treasure"』も400万枚を超える売上枚数となって2作品合計の売上枚数が約1000万枚を記録した。オリコン年間ランキング1998アーティスト別セールス部門トータルランキングでは1位となり、期間内売上はオリコン史上最高金額の355億円を記録した。

### 1999年 - 2003年
1999年、前年に発売したベスト・アルバムのセールスなどにより『日本ゴールドディスク大賞』の「アーティスト・オブ・ザ・イヤー」をはじめとする各賞、『ワールド・ミュージック・アワード』の「World Selling Japanese Artist of The Year」を受賞した。ソロ活動を経て26thシングル『ギリギリchop』を発売、10thアルバム『Brotherhood』収録の「ギリギリchop（Version 51）」にはMR. BIGからビリー・シーンとパット・トーピーが参加している。また、以前から面識のあったスティーヴ・ヴァイのレコーディングに参加し、『The Ultra Zone』収録の「ASIAN SKY」を制作している。『B'z LIVE-GYM '99 "Brotherhood"』の横浜公演はコンサート初開催となる横浜国際総合競技場を使用した。
2000年、27thシングル『今夜月の見える丘に』、マスト・アルバムとして『B'z The "Mixture"』を発売。ニッポン放送のラジオ番組『B'zの@llnightnippon.com』に出演した際は、インターネット中継の同時アクセス数が14,600ストリームに達し、当時の日本記録を更新した。29thシングル『juice』のミュージック・ビデオは札幌での「ゲリラライブ」形式で撮影した。『B'z LIVE-GYM Pleasure 2000 "juice"』では、8月9日の千葉マリンスタジアムでのライブが激しい雨と落雷によって急遽内容を短縮して終了する事態となった。同年には11thアルバム『ELEVEN』発売した。
2001年は31stシングル『ultra soul』発売後に『B'z LIVE-GYM 2001 "ELEVEN"』を開催し、コンサート初開催となる札幌ドームでは32ndシングル『GOLD』のミュージック・ビデオを撮影した。また、この年はB'z初の海外公演を台北と香港で開催した。
2002年、『2002 FIFAワールドカップ』開催に伴い発売されたコンピレーション・アルバム『2002 FIFA World Cup Official Album Songs of KOREA/JAPAN』に「DEVIL」で参加し、東京スタジアムで開催した国際サッカー連盟初のオフィシャル・コンサート『2002 FIFA World Cup KOREA/JAPAN Official Concert International Day』に出演した。Wアンコールではエアロスミスとともに「Train Kept A Rollin'」を披露した。また、12thアルバム『GREEN』を発売後に『B'z LIVE-GYM 2002 "GREEN 〜GO★FIGHT★WIN〜"』を開催したほか、初のアメリカ公演『B'z LIVE-GYM 2002 "Rock n' California Roll"』をサンディエゴとロサンゼルスで開催した。なお、この年のサポートメンバーはベースにビリー・シーンが参加した。冬には初のバラード・ベスト・アルバム『The Ballads 〜Love & B'z〜』を発売した。
2003年、34thシングル『IT'S SHOWTIME!!』発売と同時に4thシングル『BE THERE』から13thシングル『裸足の女神』までのシングル10作品をマキシシングル化して再発売し、オリコン週間シングルチャートトップ10に9作品がランクインした。6月9日、特別番組の収録で六本木ヒルズアリーナにてゲリラライブを行った。6月28日、TOKYO FM渋谷スペイン坂スタジオでのTOKYO FM『カウントダウン・ジャパン』に生出演した。『B'z LIVE-GYM The Final Pleasure "IT'S SHOWTIME!!"』最終公演は10年ぶりとなる渚園（静岡県弁天島海浜公園）で開催し、デビュー15周年を迎えた。10月10日に放送された特別ドラマ『生放送はとまらない!』内の演奏シーンで出演。前年に続き海外公演『B'z LIVE-GYM 2003 "BANZAI IN NORTH AMERICA"』をアメリカとカナダの西海岸5都市で開催し、日本国内では5大ドームを含むツアー『B'z LIVE-GYM 2003 "BIG MACHINE"』を開催した。

### 2004年 - 2008年
2004年はソロ活動がメインとなったが、36thシングル『BANZAI』、37thシングル『ARIGATO』を発売している。
2005年、38thシングル『愛のバクダン』と14thアルバム『THE CIRCLE』発売後に『B'z LIVE-GYM 2005 "CIRCLE OF ROCK"』を開催し、アリーナ公演からはB'z初となる円形ステージを採用した。39thシングル『OCEAN』のミュージック・ビデオは史上初となる海上保安庁の巡視船（みずほ）を使用しての撮影となった。アップルコンピュータ（現在のApple）による日本国内でのiTunes Music Store（現在のiTunes Store）サービス開始に伴って楽曲の配信を開始し（一部の曲を除く）、配信限定のボックス・セット『The Complete B'z』をリリースした（現在は配信停止）。また、同年に発売したベスト・アルバム『B'z The Best "Pleasure II"』では、iTunesから初公開のライブ映像1曲がダウンロードできる購入特典があった。
2006年は15thアルバム『MONSTER』発売後に5大ドームを含むツアー『B'z LIVE-GYM 2006 "MONSTER'S GARAGE"』を開催した。また、ライブ映像配信事業の「Network LIVE」（当時）に初の日本人アーティストとして参加し、映像収録のためのライブを行った。
2007年はB'zとしては初のロック・フェスティバル出演となる『SUMMER SONIC 07』に出演した。また、デビュー20年目を迎えるに当たり、米国に300以上の店舗を持つ楽器チェーン店「ギター・センター」がハリウッドに建設した「ロック・ウォーク」に殿堂入りし、ハリウッドでセレモニーが行われた。16thアルバム『ACTION』を発売し、2008年に『B'z LIVE-GYM 2008 "ACTION"』を開催した。また、ベスト・アルバム『B'z The Best "ULTRA Pleasure"』とインターネットからのリクエストによって収録曲を決定したベスト・アルバム『B'z The Best "ULTRA Treasure"』を発売し、5年ぶりとなるPleasureシリーズ『B'z LIVE-GYM Pleasure 2008 -GLORY DAYS-』を開催した。

### 2009年 - 2013年
2009年、46thシングル『イチブトゼンブ/DIVE』を発売。ドラムスにはレッド・ホット・チリ・ペッパーズのチャド・スミスが参加した。『B'z SHOWCASE 2009 -B'z In Your Town-』開催後には『SUMMER SONIC 09』に出演した。47thシングル『MY LONELY TOWN』のミュージック・ビデオやジャケット写真は端島（通称「軍艦島」）で撮影した。17thアルバム『MAGIC』発売し、翌年に『B'z LIVE-GYM 2010 "Ain't No Magic"』を開催した。ツアー後の表立った活動はソロがメインとなった。
2011年、ペプシコーラ「ペプシネックス」TVCMキャラクターに起用され、B'z初のCM出演となった。CMには「エフェクト」篇・「荒野」篇で「さよなら傷だらけの日々よ」を使用し、夏には「People」篇で18thアルバム『C'mon』からタイトル曲「C'mon」、冬には「Xmas Lover」篇で「いつかのメリークリスマス」を使用した。3月11日の「東日本大震災」発生に伴い、被災者支援のためにリンキン・パークが設立した「Music For Relief」によるダウンロード販売のコンピレーション・アルバム『Download to Donate: Tsunami Relief』に参加し、「Home」を提供した。また、8年ぶりとなる海外公演『B'z LIVE-GYM 2011 -long time no see-』をカナダとアメリカの3都市で開催した後、ロサンゼルスで行った「Music For Relief」による被災者支援のためのシークレット・ライブ『Music for Relief - Secret Show for Japan』に出演した。『B'z LIVE-GYM 2011 -C'mon-』では最初の開催地となった宮城公演の収益全額を復興支援に寄付し、全公演でチャリティーグッズを販売した。
2012年も引き続き「ペプシネックス」のCMに出演し、CMには「Tshirts Live」篇で「GO FOR IT, BABY -キオクの山脈-」を使用したほか、夏には「Summer Line」篇で配信限定アルバム『B'z』から38thシングル「愛のバクダン」を英語詞で新たにレコーディングした「Love Bomb」を使用した。また、カプコンのゲームソフト『Dragon's Dogma』主題歌となった24thシングル「さまよえる蒼い弾丸」を英語詞で新たにレコーディングした「Into Free -Dangan-」を配信限定シングルとしてリリースしたほか、キム・ヒョンジュンにはB'zとしては初の楽曲提供となる「HEAT」を書き下ろした。『B'z LIVE-GYM 2012 -Into Free-』はアメリカとカナダの7都市で開催し、追加公演として日本国内4都市で『B'z LIVE-GYM 2012 -Into Free- EXTRA』を開催した。
2013年のデビュー25周年には、それまでに発表した50枚のシングル曲を収録したベスト・アルバム『B'z The Best XXV 1988-1998』と『B'z The Best XXV 1999-2012』を同時発売し、『B'z LIVE-GYM Pleasure 2013 -ENDLESS SUMMER-』を開催した。また、QVCマリンフィールドで開催した『AEROSONIC』では11年ぶりにエアロスミスと共演し、ともに「Mama Kin」を披露した。

### 2014年 - 2018年
2014年はソロ活動となり、B'zとしては年末から2015年の年始にかけて複数の音楽番組に出演し、51stシングル『有頂天』を披露した。19thアルバム『EPIC DAY』発売後に『B'z LIVE-GYM 2015 -EPIC NIGHT-』を開催し、全国のZepp会場で追加公演を行ったほか、大阪心斎橋のミュージックバー「ROCKROCK」のオープン20周年記念ライブイベントに出演し、LOUDNESSと共演した。また、当時ニューヨーク・ヤンキースから古巣の広島東洋カープに復帰した黒田博樹のために、MAZDA Zoom-Zoom スタジアム広島（マツダスタジアム）での登場曲「RED」を書き下ろした。
2016年はソロ活動がメインではあったが、配信限定シングル『世界はあなたの色になる』、『フキアレナサイ』をリリースした。2017年、稲葉はスティーヴィー・サラス、松本はダニエル・ホーとコラボレーションしたアルバムをそれぞれ発売してツアーを開催した。その後、B'zとして53rdシングル『声明/Still Alive』を発売し、8年ぶりのIn Your Townシリーズとなる『B'z SHOWCASE 2017 -B'z In Your Town-』を開催。また、ロック・フェスティバル『ROCK IN JAPAN FESTIVAL』と『ライジング・サン・ロックフェスティバル』に初出演した。フィジカル・リリースとしてはB'z初のボックス・セット『B'z COMPLETE SINGLE BOX』発売を発表し、セブン-イレブンとコラボレーションした完全予約受注生産【Trailer Edition】の販売や「B'z×セブン-イレブンフェア」を展開した。デビュー30周年の一環となるイベント『B'z Loud-Gym』を47都道府県のライブハウスで翌年9月まで月1回開催。20thアルバム『DINOSAUR』発売後、翌年にかけて『B'z LIVE-GYM 2017-2018 "LIVE DINOSAUR"』を開催した。
2018年には、デビュー30周年を記念した初の大型エキシビション（展覧会）『B'z 30th Year Exhibition "SCENES" 1988-2018』を前期（1988-2002）と後期（2003-2018）に分けて開催し、会場内で上映した映像を全国の映画館で順次公開したほか、約5年ぶりのPleasureツアー『B'z LIVE-GYM Pleasure 2018 -HINOTORI-』を開催した。

### 2019年 - 2023年
前年のツアー終了直後に翌年のアルバム発売とツアー開催を予告しており、21stアルバム『NEW LOVE』発売前の元号が平成から令和に変わった5月1日から渋谷スクランブル交差点前にある東急百貨店の壁面に「平成 Thanks!」「令和 Welcome!」の巨大看板を3日間限定で公開した。アルバム発売後に『B'z LIVE-GYM 2019 -Whole Lotta NEW LOVE-』を開催し、7月6日の大阪公演でLIVE-GYMの通算公演数が1000回となった。また、ツアー最終日の福岡公演を日本国内と台湾の映画館で生中継するライブビューイングを行った。ツアーの合間には10年ぶりとなる『SUMMER SONIC 2019』に出演し、日本人アーティストではサマーソニック初となるヘッドライナーを務めた。
2020年、新型コロナウイルスの感染拡大による緊急事態宣言の発出に伴い、『B'z LIVE-GYM -At Your Home-』と題して、これまでに発売した映像作品23本を4月13日からYouTubeの公式チャンネルで5月31日までの期間限定で公開した。4月27日には松本・稲葉によるリモートで「HOME」をセッションする動画を公開し、4月30日には『B'z LIVE-GYM 2019 -Whole Lotta NEW LOVE-』でのサポートメンバーを加えた「HOME」のバンドセッション動画を公開した。10月から11月にかけては、B'z初となる無観客配信ライブ『B'z SHOWCASE 2020 -5 ERAS 8820- Day1〜5』を5週連続で開催した。これは、1988年のデビューから2020年までを5つの時代に分け、各公演が異なるセットリスト、ステージセットや演出も各公演で変更するといった内容であり、各メディアにおいて有料配信した。
2021年5月21日、B'z初となるサブスクリプションストリーミングサービスを開始し、松本および稲葉のソロ曲を含む880曲を配信開始した。また、松本隆の作詞活動50周年を記念したトリビュート・アルバム『風街に連れてって!』に参加し、桑名正博の「セクシャルバイオレットNo.1」をカバーした。9月にはB'zが初の主催となるRock Project『B'z presents UNITE #01』を開催し、Mr.Children、GLAYとライブ初共演した。この模様は各メディアにおいて有料配信を行ったほか、ライブのタイトル曲となった「UNITE」も配信限定でリリースした。その後、「FRIENDS」シリーズをコンセプトとしたライブ『B'z presents LIVE FRIENDS』を開催し、約25年ぶりとなる「FRIENDS」シリーズのコンセプト・アルバム『FRIENDS III』を発売した。年末から年明けにかけては『LIVE FRIENDS』を各メディアにおいて有料配信した。
2022年5月14日、約3年ぶりのツアーとなる『B'z LIVE-GYM 2022 -Highway X-』を開催。6月24日にはアルバムの先行配信限定シングル「SLEEPLESS」をリリースし、8月10日には22ndアルバム『Highway X』が発売された。8月28日、国立競技場で行われた矢沢永吉のデビュー50周年ライブ『EIKICHI YAZAWA 50th ANNIVERSARY TOUR「MY WAY」』にサプライズゲストとして出演した。11月5日、デビュー35周年企画としてSUGOI花火とのコラボレーション『B'z ULTRA FIREWORKS 2022-2023』の第1弾を幕張で開催した。
2023年3月10日から3月12日にかけて、デビュー35周年記念イベント『B'z presents -Treasure Land 2023-』を開催、イベントでは『B'z LIVE-GYM Pleasure '93 "JAP THE RIPPER"』と『B'z LIVE-GYM Pleasure '97 "FIREBALL"』のフルバージョンを初公開した。6月17日、約5年ぶりのPleasureツアー『B'z LIVE-GYM Pleasure 2023 -STARS-』を開催。7月12日、シングルCDとしては約6年ぶりとなる『STARS』を発売した。8月4日、『B'z ULTRA FIREWORKS 2022-2023』の第2弾を北九州で開催した。

### 2024年 -
2024年5月、TM NETWORKデビュー40周年を記念して制作されたトリビュート・アルバム『TM NETWORK TRIBUTE ALBUM -40th CELEBRATION-』に参加し、「Get Wild」をカバーした。10月7日には、連続テレビ小説「おむすび」の主題歌「イルミネーション」を配信リリースした。12月31日には、「第75回NHK紅白歌合戦」へ特別企画で初出場。別スタジオから「イルミネーション」を披露した後、生放送中のNHKホールのステージにサプライズで登場し、「LOVE PHANTOM」と「ultra soul」の2曲を披露した。なお、この生放送中にマイクの不具合に見舞われたが、それをものともしない稲葉の声量が話題となった。この一件を機に2025年1月3日の段階で、推定1万人超の公式ファンクラブの新規入会者が殺到した。
2025年1月16日配信限定シングル「鞭」をリリースした。2月、ap bank主催の『ap bank fes '25 at TOKYO DOME ～社会と暮らしと音楽と～』に出演。6月21日と22日、28日と29日の計4日にわたって、2021年以来となるRock Project『B'z presents UNITE #02』を開催。THE YELLOW MONKEY、マキシマム ザ ホルモン、MAN WITH A MISSION、ONE OK ROCKが出演。なお、開催前の6月11日には、松本が体調不良を訴え、療養が必要と診断されたため、出演の辞退を発表したが、「なんとかやりとげてほしい」という松本の要望により、同イベントは稲葉とサポートメンバーで開催することを発表。その後、医師の許可をもらったうえで、松本は4日ともアンコールから出演した。

## 評価
音楽評論家の大貫憲章は、熱心なリスナーではないため印象論でしかないという前置きをした上で、「ハードロックサウンドとシャウト、稲葉の外見の良さなどによって、B'zが日本の一般人が想定するロックのイメージをわかりやすく体現しているためではないか」と分析している。音楽プロデューサーの亀田誠治によると、ヒット曲に必要な条件とする「アーティストパワー」と「楽曲のパワー」の両方を兼ね備えて安定的に売れ続けている「勝ち組安定型」の例としてB'zを挙げており、CDショップも積極的に売り出すことでさらに売上枚数が増えると述べている。作詞家の森雪之丞は洋楽のビートに日本語をどう近づけていくかという「日本語ロック」の試行錯誤において、「稲葉君が歌えば何でもロックになるんですよ。彼の歌詞は、とても四畳半的な男の意気地ない言葉が入っていても、B'zのサウンドの中で彼が歌ったら、ロックである」としており、「詞の世界として、か弱く、セコい心情を吐露していても、松本君のギターがあって、B'zの世界の中で聴くと、それがセコくないんですよ。それがロックだろうって思うんです」と述べている。ギタリストのマーティ・フリードマンは、「B'zはあれだけ人気なのにフォロワーがいないでしょ。テクニックがめちゃくちゃあるし、2人とも自分だけの独特なスタイルを確立しているから、マネしたくてもできないんだと思うよ」と述べている。音楽評論家の伊藤政則は、「B'zは邦楽と洋楽の壁を少しずつ壊して今日に至っているからね」、「B'zの音楽を聴いていると、どうしてもそういう音楽も聴きたくなる。だから（邦楽と洋楽の）境界線みたいなものは壊している。今思えばこれはすごいことです」、「（松本さんや稲葉さんが影響を受けた海外アーティストやアルバムに関するエピソードが）B'zファンの音楽的な裾野を広げているという言い方もできるんじゃないかな」と述べている。
B'zの2人は、売上枚数やライブの動員数などが話題になることについて松本は「セールスがプレッシャーになることは全然ない」「たとえば、"数字"っていうのは一番世間にわかりやすい。何万枚売れたとか、いくら稼いだとか。それはそれでいいんですけど、自分の中での質の向上みたいなものには終わりがない」、稲葉は「数字を気にする人たちがいるのは、それはそれで悪いことじゃないと思う。おもしろい話題の1つとしてとらえてくれればね……」と述べている。また、稲葉は「記録とか目標よりも、今は、もうちょっと違う…例えば、やったことない場所でライブをやってみたいとか、そういうことが楽しい」、松本は「新しいアルバムを創って新しいものが生まれてくる経験とか、知らない場所でライブをやったりしたいなって思えることの方が、今は楽しみ」と述べている。

### パクリ問題
B'zを論評する時に、避けて通れないのが「パクリ」であるといわれている。『マルコポーロ』94年10月号では、8曲を例に挙げて「パクリのオンパレード」と評しており、『音楽誌が書かないJポップ批評14』では、メロディ、リフ、アレンジなどのテーマごとに、計38曲の元ネタを明かしているとしている。2枚のベストアルバムの記録的大ヒットを受けて、朝日新聞で特集された際にも、「洋楽のパクリというのはよく言われていること」と紹介されていた。
音楽ライターの夏至明および別冊宝島編集部が「B'zはファン以外からはどうみられているか」を調査した結果によると、ロックや音楽に通じている層からは「パクリ・ネタが露骨すぎ」、「ビーイングという出自から来る商業主義の匂いへの嫌悪」と見られているとしている。
また、大滝詠一や奥田民生など他のアーティストなら「リスペクト」や「オマージュ」として好意的に解釈されるのに、なぜB'zだけが叩かれるのか、という点について、様々な分析がされており、元ネタへの愛情と知識の蓄積量、元ネタを商品の「タネ」としかみなしていない創作姿勢の差であるという意見、元ネタであるハードロックに対する評価がそのままパクリの質として評価されているという意見、「パクリ」という行為から読み取れる思想がないという意見、B'zのメーンリスナー層と元ネタであるハードロックが共有されないことで、「共犯関係」を築けないためであるという意見などがある。
この問題についての作曲者である松本の発言として、夏至明は以下のインタビューを引用している。

松本 「よくいるでしょ。この曲のここはツェッペリンだな、とかいう人。それをまるですごいことでも発見したようにいう人、いるじゃない（笑）。僕らはそういう次元ではやってないんだよね。あくまでも楽しんでやっていることだから」
- 「遊び心があるわけですよね」
松本 「たとえば、B'zの曲の中に「スモーク・オン・ザ・ウォーター」のフレーズを入れちゃおうか、とかね」
- 「でも、必ず“あれパクリだぜ”とかいうヤツがいるでしょ（笑）」
松本 「いるよ（笑）。ピントがずれてるよね。ロック好きなヤツがバンドやって、そうならない方が不思議だよ。遊ぶ側のセンスだし、聞く人のセンスの問題だと思うけど」

夏至明はこの問題について、B'zだけの問題ではなく西洋のロックを範とするJ-POPに構造的に内包されているものであるとし、1999年の『音楽誌が書かないJポップ批評3』にて、B'zを「全肯定」する論陣を張った。ただし2007年には、この「全肯定」が「永遠の翼」にみられるような保守回帰傾向に荷担してしまったかもしれない、という反省と後悔をしている。

## 賞・記録

### 受賞歴
日本有線大賞
- 『第23回日本有線大賞』最多リクエスト歌手賞[194]
- 『第24回日本有線大賞』最多リクエスト歌手賞[195]

日本レコード大賞
- 『第32回日本レコード大賞』【ポップス・ロック部門】優秀アルバム賞『WICKED BEAT』[196]
- 『第33回日本レコード大賞』【ポップス・ロック部門】優秀アルバム賞『RISKY』[197]
- 『第34回日本レコード大賞』【ポップス・ロック部門】優秀アルバム賞『IN THE LIFE』[198]

日本ゴールドディスク大賞
- 『第5回日本ゴールドディスク大賞』ベスト5アーティスト賞[199]
- 『第6回日本ゴールドディスク大賞』ベスト5アーティスト賞[200]、ベスト5シングル賞『LADY NAVIGATION』[200]、ミュージック・ビデオ賞『JUST ANOTHER LIFE』[200]
- 『第7回日本ゴールドディスク大賞』ベスト5アーティスト賞[201]、ベスト5シングル賞『BLOWIN'』[201]
- 『第8回日本ゴールドディスク大賞』ベスト5シングル賞『愛のままにわがままに 僕は君だけを傷つけない』[202]、ミュージック・ビデオ賞『LIVE RIPPER』[202]
- 『第9回日本ゴールドディスク大賞』ベスト5アーティスト賞[203]、ベスト5シングル賞『Don't Leave Me』[203]
- 『第10回日本ゴールドディスク大賞』ベスト5アーティスト賞[204]、ベスト5シングル賞『LOVE PHANTOM』[204]、グランプリ・アルバム賞『LOOSE』[204]、アルバム賞 ロック・フォーク部門（男性）『LOOSE』[204]、ミュージック・ビデオ賞『"BUZZ!!" THE MOVIE』[204]
- 『第12回日本ゴールドディスク大賞』ロック・アルバム・オブ・ザ・イヤー『SURVIVE』[205]
- 『第13回日本ゴールドディスク大賞』アーティスト・オブ・ザ・イヤー[67]、ロック・アルバム・オブ・ザ・イヤー『B'z The Best "Pleasure"』『B'z The Best "Treasure"』[67]、ソング・オブ・ザ・イヤー「HOME」[67]
- 『第14回日本ゴールドディスク大賞』ロック・アルバム・オブ・ザ・イヤー『Brotherhood』[206]
- 『第15回日本ゴールドディスク大賞』ソング・オブ・ザ・イヤー「今夜月の見える丘に」[207]、ロック・アルバム・オブ・ザ・イヤー『B'z The "Mixture"』『ELEVEN』[207]
- 『第17回日本ゴールドディスク大賞』ロック&ポップ・アルバム・オブ・ザ・イヤー『GREEN』『The Ballads 〜Love & B'z〜』[208]、ミュージック・ビデオ・オブ・ザ・イヤー（長編）『a BEAUTIFUL REEL.』[208]
- 『第18回日本ゴールドディスク大賞』ソング・オブ・ザ・イヤー「IT'S SHOWTIME!!」「野性のENERGY」[209]、ロック&ポップ・アルバム・オブ・ザ・イヤー『BIG MACHINE』[210]
- 『第19回日本ゴールドディスク大賞』ミュージック・ビデオ・オブ・ザ・イヤー『Typhoon No.15 〜B'z LIVE-GYM The Final Pleasure "IT'S SHOWTIME!!" in 渚園〜』[211]
- 『第20回日本ゴールドディスク大賞』ソング・オブ・ザ・イヤー「OCEAN」[212]、ロック&ポップ・アルバム・オブ・ザ・イヤー『THE CIRCLE』『B'z The Best "Pleasure II"』[213]
- 『第23回日本ゴールドディスク大賞』ザ・ベスト10アルバム『B'z The Best "ULTRA Pleasure"』[214]
- 『第24回日本ゴールドディスク大賞』ザ・ベスト5ソング「イチブトゼンブ」[215]
- 『第28回日本ゴールドディスク大賞』ベスト5アルバム『B'z The Best XXV 1988-1998』[216]

ワールド・ミュージック・アワード
- 『1999 The World Music Awards』World Selling Japanese Artist of The Year

ザテレビジョンドラマアカデミー賞
- 『第24回ザテレビジョンドラマアカデミー賞』ドラマソング賞「今夜月の見える丘に」（TBS系東芝日曜劇場『Beautiful Life〜ふたりでいた日々〜』主題歌）[217]
- 『第62回ザテレビジョンドラマアカデミー賞』ドラマソング賞「イチブトゼンブ」（フジテレビ系月9『ブザー・ビート〜崖っぷちのヒーロー〜』主題歌）[218]

オリコン
- 『WE LOVE MUSIC AWARDS』[219]

ビルボード・ジャパン・ミュージック・アワード
- 『Billboard JAPAN Music Awards 2009』Hot 100 of the Year 2009「イチブトゼンブ」[220]

### オリコン記録
- アーティスト・トータル・セールス（CD総売上枚数）：8,262.4万枚（歴代1位）[2]
  - 平成30年ランキング　アーティスト別セールス（CD総売上枚数）：8,262.4万枚（総合1位）[2]

シングル
- シングル総売上枚数：約3,596.9万枚（歴代2位）[2][221]
- シングル1位獲得作品数：50作（歴代2位）[222]
- シングル連続1位獲得作品数：50作（歴代1位・継続中）[223]
- シングル連続初登場1位獲得作品数：50作（歴代2位・継続中）[224]
- シングル1位獲得週数：67週（歴代1位）[223]
- シングル連続1位獲得年数：20年（歴代2位）[225]
- シングルTOP10獲得作品数：50作（歴代5位）
- シングル連続TOP10獲得作品数：50作（歴代3位タイ・継続中）
- シングル連続TOP10獲得年数：20年（歴代3位タイ）
- シングルミリオン獲得作品数：15作（歴代2位）[226]
- シングル連続ミリオン獲得作品数：13作（歴代2位）[226]
- シングル連続ミリオン獲得年数：7年（歴代1位）[225]
- 同一アーティストによる週間シングルチャートTOP10ランクイン作品数：9作（歴代1位）[76][77]

アルバム
- アルバム総売上枚数：約4,687.2万枚（歴代1位）[227]
- アルバム1位獲得作品数：31作（歴代1位）[228]
- アルバム連続首位獲得年数：8年（1996年から2003年まで。男性アーティスト部門歴代3位）[229]
- アルバムミリオン獲得作品数：19作（歴代1位）[230]
- アルバム連続ミリオン獲得作品数：8作（歴代2位、歴代1位はZARDの9作）
- アルバム初週ミリオン獲得作品数：10作（歴代1位）[225]

映像作品
- 音楽映像作品による年間音楽ビデオチャート1位獲得作品数：8作（VHS：5作、DVD：1作、Blu-ray Disc：2作、歴代1位）
- 音楽映像作品による年間総合ビデオチャート1位獲得作品数：5作（歴代1位）
- 音楽VHS作品売上本数：30.1万本（歴代3位）
- 音楽DVD作品でのDVD総合ランキング1位獲得作品数：11作[231]
- 音楽DVD作品でのDVD総合ランキング1位連続獲得作品数：8作（歴代1位）
- 音楽Blu-ray Disc作品年間ランキング1位獲得作品数：2作（歴代1位）[232]
- 音楽Blu-ray Disc作品でのBlu-ray Disc総合ランキング1位獲得作品数：6作[231]

### その他
- 「ハリウッド・ロックウォーク」殿堂入り[10][11]
- ギネス世界記録「日本でもっともアルバムを売り上げたアーティスト」[12][13]

## ディスコグラフィ
シングル
1. だからその手を離して（1988年）
2. 君の中で踊りたい（1989年）
3. LADY-GO-ROUND（1990年）
4. BE THERE（1990年）
5. 太陽のKomachi Angel（1990年）
6. Easy Come, Easy Go!（1990年）
7. 愛しい人よGood Night...（1990年）
8. LADY NAVIGATION（1991年）
9. ALONE（1991年）
10. BLOWIN'（1992年）
11. ZERO（1992年）
12. 愛のままにわがままに 僕は君だけを傷つけない（1993年）
13. 裸足の女神（1993年）
14. Don't Leave Me（1994年）
15. MOTEL（1994年）
16. ねがい（1995年）
17. love me, I love you（1995年）
18. LOVE PHANTOM（1995年）
19. ミエナイチカラ 〜INVISIBLE ONE〜/MOVE（1996年）
20. Real Thing Shakes（1996年）
21. FIREBALL（1997年）
22. Calling（1997年）
23. Liar! Liar!（1997年）
24. さまよえる蒼い弾丸（1998年）
25. HOME（1998年）
26. ギリギリchop（1999年）
27. 今夜月の見える丘に（2000年）
28. May（2000年）
29. juice（2000年）
30. RING（2000年）
31. ultra soul（2001年）
32. GOLD（2001年）
33. 熱き鼓動の果て（2002年）
34. IT'S SHOWTIME!!（2003年）
35. 野性のENERGY（2003年）
36. BANZAI（2004年）
37. ARIGATO（2004年）
38. 愛のバクダン（2005年）
39. OCEAN（2005年）
40. 衝動（2006年）
41. ゆるぎないものひとつ（2006年）
42. SPLASH!（2006年）
43. 永遠の翼（2007年）
44. SUPER LOVE SONG（2007年）
45. BURN -フメツノフェイス-（2008年）
46. イチブトゼンブ/DIVE（2009年）
47. MY LONELY TOWN（2009年）
48. さよなら傷だらけの日々よ（2011年）
49. Don't Wanna Lie（2011年）
50. GO FOR IT, BABY -キオクの山脈-（2012年）
51. 有頂天（2015年）
52. RED（2015年）
53. 声明/Still Alive（2017年）
54. STARS（2023年）

オリジナル・アルバム
1. B'z（1988年）
2. OFF THE LOCK（1989年）
3. BREAK THROUGH（1990年）
4. RISKY（1990年）
5. IN THE LIFE（1991年）
6. RUN（1992年）
7. The 7th Blues（1994年）
8. LOOSE（1995年）
9. SURVIVE（1997年）
10. Brotherhood（1999年）
11. ELEVEN（2000年）
12. GREEN（2002年）
13. BIG MACHINE（2003年）
14. THE CIRCLE（2005年）
15. MONSTER（2006年）
16. ACTION（2007年）
17. MAGIC（2009年）
18. C'mon（2011年）
19. EPIC DAY（2015年）
20. DINOSAUR（2017年）
21. NEW LOVE（2019年）
22. Highway X（2022年）

## ライブ

### サポートメンバー
『B'z LIVE-GYM 2025 -FYOP-』時点でのサポートメンバー。
| 人名                                | パート     |
| ----------------------------------- | ---------- |
| シェーン・ガラース（Shane Gaalaas） | ドラム     |
| Yukihide"YT"Takiyama                | ギター     |
| 川村ケン                            | キーボード |
| 清                                  | ベース     |

元サポートメンバー
| 人名                                       | パート                 | 在籍期間                                 |
| ------------------------------------------ | ---------------------- | ---------------------------------------- |
| 明石昌夫                                   | マニピュレート、ベース | 1989年 - 1997年                          |
| 徳永暁人                                   | ベース、コーラス       | 1998年、2003年 - 2007年、2020年          |
| 満園庄太郎                                 | ベース                 | 1999年 - 2001年、2020年                  |
| ビリー・シーン（Billy Sheehan）            | ベース                 | 2002年                                   |
| バリー・スパークス（Barry Sparks）         | ベース                 | 2003年、2008年 - 2018年                  |
| モヒニ・デイ（Mohini Dey）                 | ベース                 | 2019年                                   |
| 阿部薫                                     | ドラムス               | 1989年 - 1990年                          |
| 田中一光                                   | ドラムス               | 1990年 - 1994年、2020年                  |
| デニー・フォンハイザー（Denny Fongheiser） | ドラムス               | 1995年 - 1997年                          |
| 黒瀬蛙一                                   | ドラムス               | 1998年 - 2001年、2020年                  |
| ブライアン・ティッシー（Brian Tichy）      | ドラムス               | 2019年                                   |
| 青山英樹                                   | ドラムス               | 2021年 - 2023年                          |
| 河村"カースケ"智康                         | ドラムス               | 2021年                                   |
| 広本葉子                                   | キーボード             | 1989年 - 1992年                          |
| 大島康祐                                   | キーボード             | 1998年                                   |
| 増田隆宣                                   | キーボード             | 1992年 - 1997年、1999年 - 2018年、2020年 |
| サム・ポマンティ（Sam Pomanti）            | キーボード             | 2019年                                   |
| 小野塚晃                                   | キーボード             | 2021年                                   |
| 高原裕枝                                   | コーラス               | 1992年                                   |
| 中村優子                                   | コーラス               | 1992年                                   |
| 大田紳一郎                                 | ギター、コーラス       | 2003年 - 2008年                          |
| 大賀好修                                   | ギター                 | 2011年 - 2018年、2020年、2021年、2025年  |
| 澤野博敬                                   | トランペット           | 1993年                                   |
| 澤田秀浩                                   | トランペット           | 1993年                                   |
| 野村裕幸                                   | トロンボーン           | 1993年                                   |
| 吉田じゅんべい                             | サクソフォーン         | 1993年                                   |

### Z'b
Z'b（ズービ）とは、『B'z LIVE-GYM '91-'92 "IN THE LIFE"』開始前に肩慣らしと遊び心からつけたバンド名であり、洋楽のカバーを中心に日本国内4ヵ所のライブハウスで『Z'b LIVE HOUSE TOUR』を開催した。その後はライブの1コーナーにZ'bのメンバーが登場することもあったが、ファンからの「Z'bはもうやらないのか」という質問に対して松本は「多分やらないと思います」と回答している。
| 人名                                               | パート     | 演じた人物 |
| -------------------------------------------------- | ---------- | ---------- |
| アミーゴこましエンジェルJr.（名古屋のみ早乙女 順） | ボーカル   | 稲葉浩志   |
| 綾乃小路 幹彦（神戸のみマリモ・ハラオ）            | ギター     | 松本孝弘   |
| はだか一貫                                         | ベース     | 明石昌夫   |
| マンボウ・カメ（名古屋のみ菊の門 雅）              | キーボード | 広本葉子   |
| チャッキーこけし                                   | ドラムス   | 田中一光   |

## 出演

### ラジオ
- B'z WAVE-GYM（1990年1月4日 - 1991年3月、東海ラジオ[注釈 16]）
- B'zのオールナイトニッポン〈B'zの@llnightnippon.com〉（1992年10月14日、1995年6月14日、2000年2月22日、2000年12月8日、2003年9月22日、2005年3月19日、ニッポン放送）

### 特別番組
- B'z LIVE-GYM 2002 "Rock n' California Roll" LIVE&DOCUMENT（2002年12月21日、The MUSIC 272）
- B'z 15周年特別番組「IT'S SHOWTIME!! 〜とどけ！世界水泳バルセロナ2003〜」（2003年6月27日、テレビ朝日系）[234][235]
- BSデジタル5局開局3周年共同特別番組『B'z LIVE-GYM 2003 "BANZAI IN NORTH AMERICA" LIVE&DOCUMENT』（2003年12月23日、BSフジ他）[236]
- NHKスペシャル「メガヒットの秘密 〜20年目のB'z〜」（2008年10月6日、NHK総合[237]、2018年9月17日[注釈 17][239]）
- RUN 〜B'z・20年の軌跡〜（2009年1月1日、NHK BS2）
- B'z 25th Anniversary Special「Only Two」（2012年12月9日、WOWOW）[240]
- WOWOW×B'z スペシャル番組（2018年4月11日、5月26日、6月30日、7月21日[注釈 18]、8月18日、WOWOW）[242]
- B'z LIVE-GYM Pleasure 2018 -HINOTORI-（2018年11月24日、2019年1月12日、4月12日、5月2日、WOWOW）[243]
- クローズアップ現代「独占告白　B'z　時代を鼓舞する音楽のチカラ」（2023年7月19日、NHK総合[244]）

### 配信
- B'z 25th Anniversary DIGEST 1988-2013（2013年6月8日、ニコニコ生放送）[注釈 19][246][247]
- B'z 25th Anniversary YouTube Special Program（2013年6月16日、2013年6月19日 - 、B'z Official YouTube Channel）[248][249]
- B'z "FRIENDS III" YouTube Live（2021年12月3日 - 12月23日、B'z Official YouTube Channel）[250]

### CM
- ペプシコーラ「ペプシネックス」
  - エフェクト篇・荒野篇（2011年3月1日 - ）[251]
  - People篇（2011年7月16日 - ）[252]
  - Xmas Lover篇（2011年12月3日 - ）[253]
  - Tshirts Live篇（2012年2月28日 - ）[254]
  - Summer Line篇（2012年7月14日 - ）[255]
- アサヒビール「アサヒスーパードライ」
  - 「その熱い渇きに。B'z」篇 （2025年1月1日 - ）[256]
  - 「Talk about『FMP』#01“渇き、情熱”」篇（2025年1月11日 - WebCM ）
  - 「Talk about『FMP』#02“スーパードライらしさ”」篇（2025年1月11日 - WebCM ）
  - 「Talk about『FMP』#03“B'zの曲作り”」篇（2025年1月11日 - WebCM ）
  - 「Talk about『FMP』#04“チャレンジ”」篇（2025年1月11日 - WebCM ）
  - 「Talk about『FMP』#05“妥協したくないこと”」篇（2025年1月11日 - WebCM ）
  - 「松本孝弘DRYで語る」篇（2025年1月11日 - WebCM ）
  - 「稲葉浩志DRYで語る」篇（2025年1月11日 - WebCM ）
  - 「熱い渇きに。B'zセッション」篇

### NHK紅白歌合戦出場歴
| 年度   | 放送回 | 回 | 曲目                                                 | 備考                                                                                                  |
| ------ | ------ | -- | ---------------------------------------------------- | --- |
| 2024年 | 第75回 | 初 | 「イルミネーション」 「LOVE PHANTOM」 「ultra soul」 | 特別企画として出場 当初発表されていた「イルミネーション」に加えサプライズで2曲を演奏し、合計3曲を披露 |

## タイアップ一覧
| 年     | 曲                                          | タイアップ先 |
| ------ | ------------------------------------------- | --- |
| 1989年 | 君の中で踊りたい                            | TBS系ドラマ『ハイミスで悪かったネ!』エンディングテーマ |
| 1989年 | BAD COMMUNICATION                           | 富士通「FM TOWNS」CMソング |
| 1990年 | LOVE & CHAIN                                | テレビ朝日系『ニュースステーション』スポーツコーナー オープニングテーマ                                                                                                |
| 1990年 | BE THERE                                    | テレビ朝日系『水曜スーパーキャスト』エンディングテーマ |
| 1990年 | 太陽のKomachi Angel                         | 三貴「カメリアダイヤモンド」イメージソング |
| 1990年 | Easy Come, Easy Go!                         | 三貴「カメリアダイヤモンド」イメージソング |
| 1990年 | 愛しい人よGood Night...                     | テレビ朝日系ドラマ『代表取締役刑事』エンディングテーマ |
| 1990年 | I Wanna Dance -Wicked Beat Style-           | フジテレビ系『上岡龍太郎にはダマされないぞ!』オープニングテーマ（イントロ部分のみ）                                                                                    |
| 1990年 | HOT FASHION -流行過多-                      | フジテレビ系『上岡龍太郎にはダマされないぞ!』エンディングテーマ |
| 1991年 | LADY NAVIGATION                             | カネボウ化粧品 '91夏のイメージソング |
| 1991年 | ALONE                                       | 関西テレビ・フジテレビ系ドラマ『ホテルウーマン』主題歌 |
| 1992年 | LADY-GO-ROUND                               | TBS系『プロ野球中継』オープニングテーマ |
| 1992年 | BLOWIN'                                     | カルビー「ポテトチップス」CFソング |
| 1992年 | TIME                                        | テレビ朝日系『ステーションEYE』オープニングテーマ |
| 1993年 | 愛のままにわがままに 僕は君だけを傷つけない | 日本テレビ開局40年記念ドラマ『西遊記』主題歌 |
| 1993年 | 裸足の女神                                  | トヨタ「カローラ・レビン」CFソング |
| 1994年 | Don't Leave Me                              | テレビ朝日系木曜ドラマ『新空港物語』主題歌 |
| 1994年 | MOTEL                                       | 三貴「ブティックJOY」CFイメージソング |
| 1995年 | ねがい                                      | 全国25局ネット『J-ROCK ARTIST COUNT DOWN 50』エンディングテーマ |
| 1995年 | love me, I love you                         | テレビ朝日系木曜ドラマ『外科医柊又三郎』主題歌 |
| 1995年 | LOVE PHANTOM                                | テレビ朝日系ドラマ『X-FILE』主題歌 |
| 1995年 | LOVE PHANTOM                                | TBS系『COUNT DOWN TV』オープニングテーマ |
| 1996年 | MOVE                                        | ベネッセコーポレーション「進研ゼミ中学講座」CMソング |
| 1996年 | ミエナイチカラ 〜INVISIBLE ONE〜            | テレビ朝日系アニメ『地獄先生ぬ〜べ〜』エンディングテーマ |
| 1996年 | Real Thing Shakes                           | 日本テレビ系ドラマ『俺たちに気をつけろ。』主題歌 |
| 1996年 | 傷心                                        | テレビ朝日系『超次元タイムボンバー』テーマソング |
| 1997年 | FIREBALL                                    | 資生堂「ピエヌ」CMソング |
| 1997年 | 哀しきdreamer                               | トミー製ゲームソフト『INDY500』イメージソング |
| 1997年 | いつかのメリークリスマス                    | 東宝系映画『恋は舞い降りた。』挿入歌 |
| 1997年 | Calling                                     | テレビ朝日系ドラマ『ガラスの仮面』主題歌 |
| 1997年 | Liar! Liar!                                 | PerfecTV! ch.199『MUSIC FREAK TV』CMソング |
| 1997年 | Liar! Liar!                                 | 『'97 NHL 日本公式開幕戦』テーマソング |
| 1997年 | ビリビリ                                    | 『J-ROCK ARTIST BEST 50』エンディングテーマ |
| 1998年 | さまよえる蒼い弾丸                          | 大塚製薬「ポカリスエット」CMソング |
| 1998年 | さまよえる蒼い弾丸                          | 『J-ROCK ARTIST BEST 50』エンディングテーマ |
| 1998年 | Calling                                     | テレビ朝日系ドラマ『ガラスの仮面 PartⅡ』テーマソング |
| 1998年 | ハピネス                                    | テレビ朝日系ドラマ『ガラスの仮面 PartⅡ』エンディングテーマ |
| 1998年 | Hi                                          | フジテレビ系『Fomurla Nippon』テーマソング |
| 1998年 | The Wild Wind                               | 東映・アスミック・エース映画『不夜城』主題歌 |
| 1998年 | HOME                                        | 角川文庫CMソング |
| 1998年 | RUN -1998 Style-                            | 日産「アベニール」CMソング |
| 1998年 | Pleasure'98 〜人生の快楽〜                  | 『NHL GAME ONE '98 JAPAN』テーマソング |
| 1999年 | RUN -1998 Style-                            | 日産「アベニール」CMソング |
| 1999年 | ONE                                         | 東宝系映画『名探偵コナン 世紀末の魔術師』主題歌 |
| 1999年 | ギリギリchop                                | 読売テレビ・日本テレビ系アニメ『名探偵コナン』オープニングテーマ |
| 1999年 | Calling                                     | テレビ朝日系ドラマ『ガラスの仮面 感動の完結編スペシャル』テーマソング                                                                                                  |
| 1999年 | F・E・A・R                                  | フジテレビ系『F1グランプリ1999』テーマソング |
| 2000年 | 今夜月の見える丘に                          | TBS系東芝日曜劇場『Beautiful Life〜ふたりでいた日々〜』主題歌 |
| 2000年 | F・E・A・R                                  | フジテレビ系『F1グランプリ2000』テーマソング |
| 2000年 | You pray,I stay                             | サントリー「スーパーチューハイ」CMソング |
| 2000年 | juice                                       | テレビ朝日系『おネプ!』エンディングテーマ |
| 2000年 | RING                                        | 読売テレビ・日本テレビ系ドラマ『明日を抱きしめて』主題歌 |
| 2001年 | ultra soul                                  | 『世界水泳福岡2001』大会公式テーマソング |
| 2001年 | スイマーよ2001!!                            | 『世界水泳福岡2001』大会公式テーマソング |
| 2001年 | ROCK man                                    | フジテレビ系『感動ファクトリー・すぽると!』エンディングテーマ |
| 2001年 | GOLD                                        | 『世界水泳福岡2001』大会公式テーマソング |
| 2002年 | SIGNAL                                      | コナミ『ときめきメモリアル Girl's Side』オープニングテーマ |
| 2002年 | 美しき世界                                  | コナミ『ときめきメモリアル Girl's Side』エンディングテーマ |
| 2002年 | Everlasting                                 | 東宝系映画『名探偵コナン ベイカー街の亡霊』主題歌 |
| 2002年 | 熱き鼓動の果て                              | 『TV ASAHI NETWORK SPORTS 2002』テーマソング |
| 2002年 | 熱き鼓動の果て                              | 『パンパシ水泳横浜2002』大会公式テーマソング |
| 2002年 | いつかのメリークリスマス                    | フジテレビ系『感動ファクトリー・すぽると!』オープニングテーマ |
| 2003年 | IT'S SHOWTIME!!                             | 『TV ASAHI NETWORK SPORTS 2003』テーマソング |
| 2003年 | CHANGE THE FUTURE                           | NHK-BS2アニメ『時空冒険記ゼントリックス』主題歌 |
| 2003年 | WAKE UP, RIGHT NOW                          | アサヒビール「スーパードライ」CMソング |
| 2003年 | 野性のENERGY                                | 『TV ASAHI NETWORK SPORTS 2003』テーマソング |
| 2003年 | 儚いダイヤモンド                            | 『NBA JAPAN GAMES 2003』CMソング |
| 2003年 | アラクレ                                    | フジテレビ系火曜9時ドラマ『あなたの隣に誰かいる』主題歌 |
| 2003年 | Nightbird                                   | ロッテ「のど飴」CMソング |
| 2003年 | ROOTS                                       | 読売テレビ・日本テレビ系アニメ『ブラック・ジャック2時間スペシャル 〜命をめぐる4つの奇跡〜』主題歌                                                                      |
| 2004年 | BANZAI                                      | アサヒビール「スーパードライ」CMソング |
| 2004年 | ARIGATO                                     | 『TV ASAHI NETWORK SPORTS 2004』テーマソング |
| 2004年 | ARIGATO                                     | テレビ朝日系『アテネオリンピック』放送テーマソング |
| 2004年 | いつかのメリークリスマス New ver.           | TBS系『恋するハニカミ!』テーマソング |
| 2004年 | いつかのメリークリスマス アンプラグド ver.  | TBS系『恋するハニカミ!』テーマソング |
| 2005年 | パルス                                      | NHKドラマ『生き残れ』テーマソング |
| 2005年 | 愛のバクダン                                | テレビ東京系『JAPAN COUNTDOWN』エンディングテーマ |
| 2005年 | 愛のバクダン                                | ゼスプリ・インターナショナル・ジャパン「ゼスプリ ゴールド・キウイ」CMソング                                                                                            |
| 2005年 | なりふりかまわず抱きしめて                  | 朝日新聞社「朝日新聞」CMソング |
| 2005年 | OCEAN                                       | フジテレビ系火曜9時ドラマ『海猿 UMIZARU EVOLUTION』主題歌 |
| 2005年 | RUN                                         | 『第60回国民体育大会・晴れの国おかやま国体』イメージソング |
| 2005年 | RUN                                         | 『第5回全国障害者スポーツ大会・輝いて!おかやま大会』イメージソング |
| 2006年 | 衝動                                        | 読売テレビ・日本テレビ系アニメ『名探偵コナン』オープニングテーマ |
| 2006年 | 結晶                                        | 日本テレビ系土曜ドラマ『喰いタン』主題歌 |
| 2006年 | ゆるぎないものひとつ                        | 東宝系映画『名探偵コナン 探偵たちの鎮魂歌』主題歌 |
| 2006年 | ピエロ                                      | ドワンゴ「いろメロミックス」CMソング |
| 2006年 | SPLASH!                                     | ドワンゴ「いろメロミックス」CMソング |
| 2007年 | 永遠の翼                                    | 東映系映画『俺は、君のためにこそ死ににいく』主題歌 |
| 2007年 | ロンリースターズ                            | 映画『真救世主伝説 北斗の拳 ラオウ伝 激闘の章』主題歌 |
| 2007年 | ロンリースターズ                            | JOYSOUND「ポケメロJOYSOUND」CMサウンド |
| 2007年 | FRICTION                                    | エレクトロニック・アーツ『バーンアウト ドミネーター』挿入歌 |
| 2007年 | FRICTION                                    | テレビ東京系『JAPAN COUNTDOWN』2007年10月期オープニングテーマ |
| 2007年 | オレとオマエの新しい季節                    | 日本テレビ系ドラマ『The O.C.』エンディングテーマ |
| 2007年 | ONE ON ONE                                  | TBS系『世界・ふしぎ発見!』エンディングテーマ |
| 2007年 | 純情ACTION                                  | 『JAPAN BASKETBALL LEAGUE 2007-2008』オフィシャルソング |
| 2007年 | パーフェクトライフ                          | エムティーアイ「music.jp」CMソング |
| 2008年 | FRICTION                                    | エレクトロニック・アーツ『バーンアウト パラダイス』挿入歌 |
| 2008年 | BURN -フメツノフェイス-                     | コーセー「エスプリーク・プレシャス」CMソング |
| 2008年 | いつかまたここで                            | テレビ朝日系木曜ドラマ『小児救命』主題歌 |
| 2009年 | ZERO                                        | キリンビール「麒麟ZERO」CMソング |
| 2009年 | DIVE                                        | スズキ「スイフト」TVCMソング |
| 2009年 | イチブトゼンブ                              | フジテレビ系月曜9時ドラマ『ブザー・ビート〜崖っぷちのヒーロー〜』主題歌                                                                                                |
| 2009年 | イチブトゼンブ -Ballad Version-             | フジテレビ系月曜9時ドラマ『ブザー・ビート〜崖っぷちのヒーロー〜』挿入歌                                                                                                |
| 2009年 | PRAY                                        | 東急系映画『TAJOMARU』主題歌 |
| 2010年 | long time no see                            | テレビ朝日系金曜ナイトドラマ『サラリーマン金太郎2』主題歌 |
| 2011年 | さよなら傷だらけの日々よ                    | ペプシコーラ「ペプシネックス」エフェクト篇・荒野篇 TVCMソング |
| 2011年 | Don't Wanna Lie                             | 東宝系映画『名探偵コナン 沈黙の15分』主題歌 |
| 2011年 | Don't Wanna Lie                             | 読売テレビ・日本テレビ系アニメ『名探偵コナン』オープニングテーマ |
| 2011年 | Homebound                                   | TBS系『NEWS23X』エンディングテーマ |
| 2011年 | ultra soul 2011                             | テレビ朝日系『世界水泳上海2011』テーマソング |
| 2011年 | C'mon                                       | ペプシコーラ「ペプシネックス」People篇 TVCMソング |
| 2011年 | ピルグリム                                  | 読売テレビ・日本テレビ系アニメ『名探偵コナン』エンディングテーマ |
| 2011年 | いつかのメリークリスマス                    | ペプシコーラ「ペプシネックス」Xmas Lover篇 TVCMソング |
| 2012年 | Into Free -Dangan-                          | カプコン『Dragon's Dogma』主題歌 |
| 2012年 | GO FOR IT, BABY -キオクの山脈-              | ペプシコーラ「ペプシネックス」Tshirts Live篇 TVCMソング |
| 2012年 | Love Bomb                                   | ペプシコーラ「ペプシネックス」Summer Line篇 TVCMソング |
| 2013年 | 核心                                        | 日本テレビ系水曜ドラマ『雲の階段』主題歌 |
| 2013年 | Q&A                                         | 読売テレビ・日本テレビ系アニメ『名探偵コナン』オープニングテーマ |
| 2013年 | ultra soul                                  | テレビ朝日系『世界水泳バルセロナ2013』テーマソング |
| 2013年 | ユートピア                                  | テレビ朝日系木曜ドラマ『DOCTORS 2〜最強の名医〜』主題歌 |
| 2013年 | ギリギリchop                                | ユービーアイソフト『Rocksmith2014』CMソング |
| 2014年 | ultra soul                                  | テレビ朝日系『パンパシ水泳ゴールドコースト2014』テーマソング |
| 2014年 | Exit To The Sun                             | NHKドラマ『ダークスーツ』主題歌 |
| 2014年 | NO EXCUSE                                   | スミノフ／キリンビール「スミノフアイス」CMソング |
| 2015年 | 有頂天                                      | 日本テレビ系土曜ドラマ『学校のカイダン』主題歌 |
| 2015年 | アマリニモ                                  | H.I.S.「花編」「ハウステンボス編」CMソング |
| 2015年 | Las Vegas                                   | 『Red Bull Air Race Chiba 2015』テーマソング |
| 2015年 | 君を気にしない日など                        | ハウステンボス「111万本のバラ祭り」CMソング |
| 2015年 | RED                                         | スカパー! プロ野球交流戦「もっと、ドキドキな毎日『黒田篇』」TVCMソング                                                                                                 |
| 2015年 | RED                                         | 日本テレビ系『スッキリ!!』6月テーマソング |
| 2015年 | ultra soul                                  | テレビ朝日系『世界水泳ロシア・カザン2015』テーマソング |
| 2016年 | 世界はあなたの色になる                      | 東宝系映画『名探偵コナン 純黒の悪夢』主題歌 |
| 2016年 | 世界はあなたの色になる                      | 読売テレビ・日本テレビ系アニメ『名探偵コナン』オープニングテーマ |
| 2016年 | フキアレナサイ                              | 東映系映画 『疾風ロンド』主題歌 |
| 2017年 | Still Alive                                 | TBS系日曜劇場『A LIFE〜愛しき人〜』主題歌 |
| 2017年 | Still Alive                                 | TBS系『有田ジェネレーション』6・7月度エンディングテーマ |
| 2017年 | Still Alive                                 | TBS『イベントGO!』6月度オープニングテーマ |
| 2017年 | Still Alive                                 | TBS系『ランク王国』6・7月度オープニングテーマ |
| 2017年 | 声明                                        | UCC上島珈琲「UCC BLACK無糖」TVCMソング |
| 2017年 | ultra soul                                  | テレビ朝日系『世界水泳ブダペスト2017』テーマソング |
| 2017年 | CHAMP                                       | B'z×セブン-イレブンフェア TVCMソング |
| 2017年 | CHAMP                                       | 「セブンネットショッピング」TVCMソング |
| 2018年 | Dinosaur                                    | ワーナー・ブラザース映画『ジオストーム』日本語吹替版主題歌 |
| 2018年 | King Of The Street                          | コーエーテクモゲームス『真・三國無双8』テーマソング |
| 2018年 | ultra soul                                  | テレビ朝日系『パンパシ水泳東京2018』テーマソング |
| 2018年 | マジェスティック                            | 江崎グリコ「ポッキー」CM主題歌 |
| 2018年 | WOLF                                        | フジテレビ系月曜9時ドラマ『SUITS/スーツ』主題歌 |
| 2018年 | 兵、走る                                    | 大正製薬「リポビタンD」ラグビー日本代表応援ソング・「最強の自分」篇 CMソング                                                                                           |
| 2018年 | WOLF バラードバージョン                     | フジテレビ系月曜9時ドラマ『SUITS/スーツ』挿入歌 |
| 2019年 | マジェスティック                            | 江崎グリコ「ポッキー」CM主題歌 |
| 2019年 | 兵、走る                                    | 大正製薬「リポビタンD」ラグビー日本代表応援ソング・「最強の自分」篇・「日本への熱き想い」篇・「諦めない強さ」篇・「支える人を支えたい」篇・「立ち向かう人」篇 CMソング |
| 2019年 | デウス                                      | スズキ「エスクード」TVCMソング |
| 2019年 | ultra soul                                  | テレビ朝日系『世界水泳韓国・光州2019』テーマソング |
| 2019年 | きみとなら                                  | テレビ朝日系土曜ナイトドラマ『べしゃり暮らし』主題歌 |
| 2020年 | マジェスティック                            | 江崎グリコ「ポッキー」CM主題歌 |
| 2020年 | 兵、走る                                    | 大正製薬「リポビタンD」ラグビー日本代表応援ソング・「今日の全力に」篇 CMソング                                                                                         |
| 2020年 | WOLF                                        | フジテレビ系月曜9時ドラマ『SUITS/スーツ2』主題歌 |
| 2021年 | 熱き鼓動の果て                              | テレビ朝日『WRC世界ラリー』テーマソング |
| 2021年 | マジェスティック                            | 江崎グリコ「ポッキー」CM主題歌 |
| 2021年 | 兵、走る                                    | 大正製薬「リポビタンD」ラグビー日本代表応援ソング・「次へ向かうチカラ」篇 CMソング                                                                                     |
| 2022年 | リヴ                                        | ワーナー・ブラザース映画『嘘喰い』主題歌 |
| 2022年 | リヴ                                        | dTVオリジナルドラマ『嘘喰い -鞍馬蘭子篇/梶隆臣篇-』主題歌 |
| 2022年 | SLEEPLESS                                   | 読売テレビ・日本テレビ系アニメ『名探偵コナン』オープニングテーマ |
| 2022年 | COMEBACK -愛しき破片-                       | テレビ朝日系木曜ドラマ『未来への10カウント』主題歌 |
| 2022年 | ultra soul                                  | テレビ朝日系『世界水泳ブダペスト2022』テーマソング |
| 2022年 | You Are My Best                             | テレビ朝日系『世界水泳ブダペスト2022』世界水泳応援ソング |
| 2023年 | Dark Rainbow                                | 映画『おまえの罪を自白しろ』主題歌 |
| 2023年 | ultra soul                                  | テレビ朝日系『世界水泳福岡2023』テーマソング |
| 2024年 | ultra soul                                  | テレビ朝日系『世界水泳ドーハ2024』テーマソング |
| 2024年 | 兵、走る                                    | 大正製薬「リポビタンD」ラグビー日本代表応援ソング・「ファン」篇 CMソング                                                                                               |
| 2024年 | イルミネーション                            | NHK連続テレビ小説『おむすび』主題歌 |
| 2024年 | 鞭                                          | ABEMAドラマ『インフォーマ -闇を生きる獣たち-』主題歌 |
| 2025年 | FMP                                         | アサヒビール「アサヒスーパードライ」CMソング |
| 2025年 | ultra soul                                  | テレビ朝日系『世界水泳シンガポール2025』テーマソング |
| 2025年 | The IIIRD Eye                               | 東宝系映画『LUPIN THE IIIRD THE MOVIE 不死身の血族』主題歌 |
| 2025年 | Get Wild                                    | テレビ愛知『SKE48 真夜中のウナギたち』エンディングテーマ |
| 2025年 | 恐るるなかれ灰は灰に                        | TBS系金曜ドラマ『イグナイト -法の無法者-』主題歌 |
| 2025年 | INTO THE BLUE                               | シチズン時計「UNITE with BLUE」CMソング |